# Latace
Latace Phil. – rodzaj roślin należących do rodziny amarylkowatych (Amaryllidaceae), obejmujący dwa gatunki występujące endemicznie w Ameryce Południowej, na obszarze północno-zachodniej Argentyny oraz środkowego i północnego Chile.

## Morfologia
PokrójWieloletnie rośliny zielne o wysokości 15–45 cm.
PędCebula z licznymi cebulkami potomnymi, osłonięta jasnobrązowymi, szarymi, brązowymi i fioletowo-czerwonymi łuskami, środkowe liście spichrzowe zawierają skrobię.
LiścieNieliczne, równowąskie, zielone, nagie. Pochwy liściowe tworzące podziemną fioletową osłonę pąku wierzchołkowego.
KwiatyZebrane po 3-15 w kwiatostan typu baldachokształtnej wierzchotki, wyrastający na głąbiku, niemal cylindrycznym na przekroju, czerwonawym u nasady. Podparty jest pokrywą złożoną z dwóch zrośniętych u nasady, cylindrycznych, błoniasto-papierowatych listków. Okwiat promienisty, trójkątny, biały lub żółtawy, sześciolistkowy. Listki okwiatu położone w dwóch okółkach 3+3, lancetowate z wierzchołkami spiralnie zwijającymi się po przekwitnięciu (L. andina) lub lancetowato-eliptyczne i kapturkowato zagięte (L. serenense). Pręciki wolne, o szydłowatych nitkach i równowąskich, zielonkawożółtych główkach. Zalążnia siedząca, podługowata, zbudowana z trzech owocolistków, z obecnymi przegrodowymi miodnikami. Szyjka słupka niemal trójkątna.
OwoceKuliste torebki, zawierające wiele wielościennych, lekko pomarszczonych, czarnych nasion.

## Biologia
RozwójGeofity cebulowe. Kwitną i owocują od listopada do marca (L. andina) lub od września do listopada (L. serenense).
SiedliskoGatunki z tego rodzaju porastają piaszczyste wzgórza i suche gleby. Latace andina jest powszechnie spotykana na obszarach górskich, natomiast Latace serenense rośnie na poziomie morza.
GenetykaLiczba chromosomów 2n = 24.

## Systematyka
Rodzaj z plemienia Gilliesieae z podrodziny czosnkowych (Allioideae) z rodziny amarylkowatych (Amaryllidaceae). W niektórych ujęciach uznawany za synonim Leucocoryne.
Wykaz gatunków
- Latace andina (Poepp.) Sassone
- Latace serenense (Ravenna) Sassone